# Sabina Jacobsen

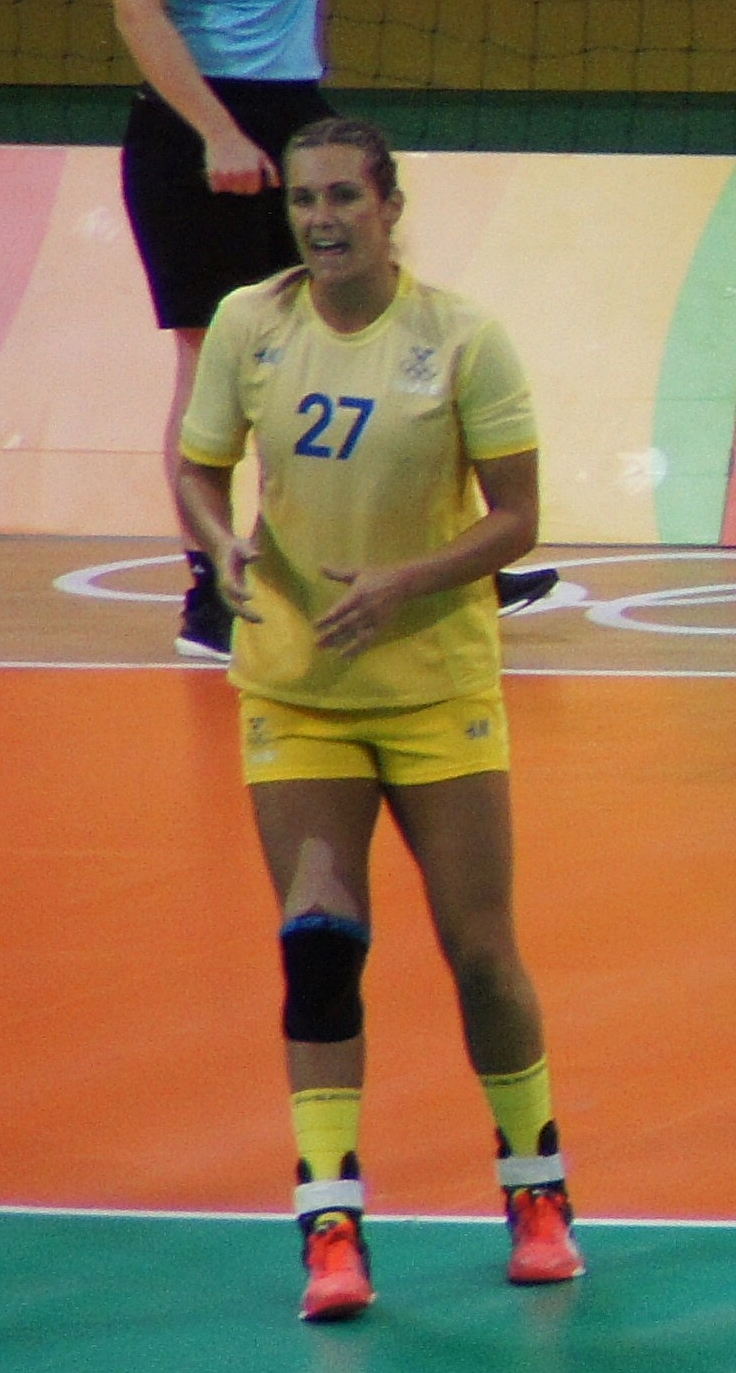
Sabina Jacobsen vid OS 2016 i Rio de Janeiro.

Sabina Detloff Rosengren Jacobsen, född 24 mars 1989 i Lund, är en svensk handbollsspelare. Hon är högerhänt och började spela som vänsternia i klubblaget och var en god skytt med tre segrar i elitseriens skytteliga. Efter flera skador spelade hon som försvarare.

## Klubblagskarriär

### Lugi
Sabina Jacobsens karriär började i Lugi HF, Hon debuterade 16 år gammal i A-laget 2005. Hon var med och förde upp klubben i elitserien 2006 och hon spelade i klubben till 2012. Hon vann skytteligan i elitserien tre gånger i rad under dessa år (2007, 2008 och 2009). Hon är ensam om denna bedrift. 2012 spelade Lugi final mot IK Sävehof men förlorade klart.

### Danmark
Efter den säsongen flyttade Sabina till Randers HK i Danmark och spelade 2012-2013 i Champions League för denna klubb. Det var en mycket bra säsong och Sabina Jacobsen blev utsedd till Årets Spelare i svensk handboll. Säsongen efter (2013-2014) spolierades av en korsbandsskada.
2014 började hon spela för FC Midtjylland Håndbold. Med FCM vann hon danska mästerskapet 2015, danska cupen 2014 och 2015. 2015 vann hon Cupvinnarcupen med Midtjylland. Efter att huvudföreningen FC Midtjylland aviserat att man tänkte avveckla handbollsverksamheten och helt satsa på fotboll löstes Sabina Jacobsen från sitt kontrakt som egentligen löpte till 2018. 

### Östeuropa
Sabina började spela för rumänska storklubben CSM București. Med klubben blev hon rumänsk mästare och fick 2018 spela Final Four i Champions League.  
Efter säsongen 2018-2019 lämnade Sabina Jacobsen Bukarest för att bli första svenska i en rysk klubb, den nystartade CSKA Moskva. Med CSKA vann hon ryska ligan 2021. Efter två år i CSKA lämnade Jacobsen CSKA för Dunarea Braila i Rumänien. Efter ett år lämnade hon klubben.

### Avslutning av karriären
2022 skiftade hon till spanska Rocasa Gran Canaria. Efter halva säsongen presenterades hon av moderklubben Lugi HF för resten av säsongen innan hon avslutar handbollskarriären våren 2023. Jacobsen avtackades under pausen den 15 mars 2023 i sin sista hemmamatch för Lugi. 

### Comeback
Under säsongen 2024/2025 gjorde hon comeback för sin moderklubb Lugi HF i allsvenskan. Klubben satsar på att med hjälp av bland annat henne och Isabelle Gulldén direkt ta sig tillbaka till högsta serien under det så kallade "Återtåget".

## Landslagsspel
Sabina Jacobsen debuterade i landslaget 2007. Hon blev emellertid petad inför EM 2008 och bakgrunden var kanske lite övervikt. Hon blev egentligen inte ordinarie förrän vid VM 2009 i Kina. Efter den turneringen har hon varit med i alla mästerskapstrupper till 2019. utom OS 2012 i London då hon var skadad. Då Johanna Wiberg slutade i landslaget efter OS 2012 utsågs Sabina till ny lagkapten. Vid EM 2014 då Sverige tog VM-brons blev Jacobsen utsedd till turneringens bästa försvarsspelare. Efter några säsonger med upprepade skador meddelade Jacobsen att hon slutade i landslaget 2021. Hon spelade sin sista landskamp två år tidigare, 2019. Hennes största landslagsmeriter blev silver i EM 2010 och brons i EM 2014.

## Individuella utmärkelser
- Bästa försvarsspelaren vid EM 2014.[14]
- Svenska elitseriens skyttedrottning 2007, 2008 och 2009
- Årets handbollsspelare i Sverige 2013